# Echo (Unix)
Pour les articles homonymes, voir écho.
En informatique, le terme anglais echo (mot transparent, en français écho) est employé par analogie avec le phénomène acoustique.

## Interface en ligne de commande
echo est une commande UNIX (également présente avec MS-DOS) qui permet d'afficher une chaîne de caractères passée en paramètre sur le terminal (sortie standard). Cette commande est fréquemment utilisée dans les scripts shell et les programmes batchs pour indiquer textuellement un état du programme à l'écran ou dans un fichier.
```
$>
 
echo
 
Un
 
petit
 
test.
Un
 
petit
 
test.
$>
 
echo
 
-n
 
"Sans retour a la ligne."

Sans
 
retour
 
a
 
la
 
ligne.$>
$>
 
echo
 
"Avec une redirection vers un fichier"
 
>
 
./test.txt
$>
 
cat
 
./test.txt
Avec
 
une
 
redirection
 
vers
 
un
 
fichier
$>
 
echo
 
"Envoi du message à tous les utilisateurs connectés à la machine."
 
|
wall
Broadcast
 
Message
 
from
 
user@machine

        
(
/dev/pts/0
)
 
at
 
1
:42
 
...
Envoi
 
du
 
message
 
\3
40
 
tous
 
les
 
utilisateurs
 
connect
\3
51s
 
\3
40
 
la
 
machine.

```

La commande echo est intégrée à la plupart des shells. C'est-à-dire que le binaire (généralement /bin/echo) n'est pas exécuté, c'est le processus du shell qui va directement interpréter la commande.

## Langages
L'instruction echo est également utilisée dans les langages suivants :
- PHP

## Serveur
Un serveur echo est un service normalisé qui met en œuvre le protocole ECHO qui s'exécute sur le port TCP IP 7.